# Салль, Жером
Жеро́м Салль (фр. Jérôme Salle; род. 15 февраля 1971) — французский кинорежиссёр, сценарист, продюсер и актер.

## Биография
Жером Салль родился 15 февраля 1971 года в Париже. В 2000 году снял короткометражный фильм «Le jour de grâce». В 2005 году написал сценарий для фильма Гарри Клевена под названием «Двуличие». Дебют сценариста в кинематографе случился в 1997 году с весьма малоизвестного фильма Ксавье Желена «Идеальный мужчина».
Первые самостоятельные режиссёрские шаги Жерома в киноиндустрии были сделаны в 2000 году, когда он снял короткометражную работу под названием «День благодати». Первый же полнометражный проект в этом амплуа в его жизни появился в 2005 — это была картина «Энтони Циммер» (второе название — «Неуловимый»), для которой он также написал сценарий. Стоит отметить, Что в дальнейшем Салль почти в каждой своей ленте совмещал эти два амплуа.
В промежутке времени между 2008 и 2011 годами режиссёр и сценарист принял участие в создании фильмов «Ларго Винч: Начало» (2008), «Турист» (2010, только режиссура), «Ларго Винч 2: Заговор в Бирме» (2011).
На протяжении 2013 и 2016 годов фильмографию Жерома Салля пополнили такие неплохие, но не самые популярные картины, как «Теория заговора» (2013) и «Одиссея» (2016).

## Фильмография
| Год  |     | Русское название               | Оригинальное название          | Роль                          |
| ---- | --- | ------------------------------ | ------------------------------ | ----------------------------- |
| 1976 | с   | Ночь Сезара                    | Le fantôme de Laurent Terzieff | Актёр: играет самого себя     |
| 1997 | ф   | Идеальный мужчина              | L'homme idéal                  | Сценарист                     |
| 1998 | ф   | Великолепный Боб               | Bob le magnifique              | Сценарист                     |
| 2000 | кор | День благодарения              | Le jour de grâce               | Режиссёр, сценарист           |
| 2000 | ф   | Принц жемчужного острова       | Le prince du Pacifique         | Сценарист, В титрах не указан |
| 2005 | ф   | Trouble                        | Trouble                        | Сценарист                     |
| 2005 | ф   | Неуловимый                     | Anthony Zimmer                 | Режиссёр, сценарист           |
| 2005 | с   | Дни кино                       | Le fantôme de Laurent Terzieff | Актёр: играет самого себя     |
| 2005 | с   | Еженедельное кино              | Le fantôme de Laurent Terzieff | Актёр: играет самого себя     |
| 2008 | ф   | Ларго Винч: Начало             | Largo Winch                    | Режиссёр, сценарист           |
| 2009 | с   | C à vous                       | C à vous                       | Актёр: играет самого себя     |
| 2010 | ф   | Турист : Начало                | The Tourist                    | сценарист                     |
| 2011 | ф   | Ларго Винч 2: Заговор в Бирме  | Largo Winch II                 | Режиссёр, сценарист           |
| 2013 | ф   | Теория заговора                | Zulu                           | Режиссёр, сценарист           |
| 2016 | ф   | Одиссея                        | L'Odyssée                      | Режиссёр, сценарист, продюсер |
| 2020 | ф   | Ils sont vivants               | Ils sont vivants               | Продюсер                      |
| 2020 | ф   | Маленькая страна               | L'Odyssée                      | Продюсер                      |
| 2020 | ф   | Le fantôme de Laurent Terzieff | Le fantôme de Laurent Terzieff | Актёр                         |
| 2022 | ф   | Компромат                      | Kompromat                      | Режиссёр, сценарист, продюсер |
|      | с   | Кайзер Карл                    | Kaiser Karl                    | Режиссёр                      |

## Награды
- 2006 — Сезар — Лучший дебют[1][2] («Неуловимый» «Anthony Zimmer»)